# Knutby
Knutby est une localité de la commune d'Uppsala dans le comté d'Uppsala en Suède. Elle se situe à une quarantaine de kilomètres à l'est d'Uppsala et à environ 90 kilomètres au nord de Stockholm.
Le 10 janvier 2004, Knutby apparait sur le devant de la scène médiatique avec le meurtre d'Alexandra Fossmo, la femme d'un pasteur de la communauté pentecôtiste locale. Cette affaire criminelle est l'une des plus médiatisées de l'histoire moderne de la Suède.